# Акбастау-Кушмурынский рудный пояс
Акбастау-Кушмурынский рудный пояс — скопление золото-медных месторождений на территории Аягозского района в Восточно-Казахстанской области, в 110 км к западу от аула Баршатас. Открыт в 1938 году А. Ж. Машановым и Р. И. Мухамеджановой. По происхождению сходен с Уральскими и Алтайскими колчеданными рудами. Образован на пересечении юго-западного крыла Акбастауского антиклинория и Балкашского синклинория, в ордовикских вулканогенно-осадочных породах. Главные минералы — пирит, сфалерит, галенит, борнит, ковеллин и другие. Встречаются редкие моменты: в Кушмурыне — селен, теллур, кобальт, таллий и другие, в Акбастау — кадмий, сурьма, галлий и другие. Глубина рудного пояса месторождений достигает 15—40 м. Кушмурынские окисленные руды полностью разведаны. Добываются открытым способом.